# Achroia grisella
Petite teigne des ruches
Espèce
Achroia grisella, communément appelé la Petite teigne des ruches, est une espèce d'insectes lépidoptères de la famille des Pyralidae. Les chenilles se nourrissent des cires de ruches.
Achroia grisella fait des dégâts moins importants que la grande fausse teigne (Galleria mellonella), elle préfère les débris de cire et s'attaque peu au bois et cadres de la ruche.

## Description
Les adultes ont une longueur d'environ 12 à 14 mm et une envergure d'approximativement 23 à 28 mm.

## Recherche scientifique
Une étude publiée durant l'été 2018, renseigne sur la capacité de  Achroia grisella à se nourrir du polyéthylène composant les sacs silos utilisés pour protéger et conserver la chaleur des ruches . Cette capacité a dégrader la matière plastique pourrait être mise à profit pour aider à nettoyer la planète des déchets de polyéthylène.

## Synonymes
- Achroia alvearia (Fabricius)
- Achroia major (Dufrane, 1930)
- Achroia obscurevittella Ragonot, 1901
- Acroia major (lapsus)
- Bombyx cinereola Hübner, 1802
- Galleria aluearia Fabricius, 1798
- Galleria alvea Haworth, 1811 (unjustified emendation)
- Galleria alvearia (lapsus)
- Meliphora alveariella Guenée, 1845 (unjustified emendation)
- Tinea anticella Walker, 1863
- Tinea grisella Fabricius, 1794